# Alexander Nevski-kathedraal (Rostov aan de Don)
De Alexander Nevski-kathedraal (Russisch: Александро-Невский собор; Aleksandro-Nevskij sobor) was een Russisch-orthodoxe kathedraal in Rostov aan de Don. De kathedraal was het grootste religieuze en het hoogste gebouw van de stad.

## Geschiedenis
In 1875 werd de wens geuit om een kerk te bouwen ter herinnering aan de mislukte aanslag van 4 april 1866 en 25 mei 1867 op tsaar Alexander II. De gemeenteraad wilde een grote, majestueuze, rijke kerk met schilderijen. Als architect werd Alexander Jatsjenko aangewezen. Een eerste ontwerp bleek financieel niet haalbaar, maar aan het einde van 1890 werd een tweede ontwerp goedgekeurd. In mei van het daaropvolgende jaar werd de eerste steen gelegd. De bouw zou 16 jaar duren en werd voltooid in 1908. In hetzelfde jaar vond de wijding van de kerk plaats die plaats bood aan 1.500 gelovigen. Gedurende haar bestaan domineerde de kerk met haar monumentale uitstraling de hele wijk. 

## Sovjetperiode
Kort na de Oktoberrevolutie werd de kerk gesloten voor de eredienst. De kruisen van de koepels van de kerk werden verwijderd en vervangen door rode sterren en boven de ingang prijkte het communistische embleem van hamer en sikkel. Ten slotte werd de kerk in 1930 opgeblazen. Op de plek verscheen een enorm Huis van de Sovjets.
Sinds de ineenstorting van de Sovjet-Unie maakt de Russisch-orthodoxe Kerk een revival door. Al in de jaren 90 werd vanuit de bevolking de wens geuit om de kathedraal te reconstrueren. Overheid en de kerk stonden welwillend tegenover herbouw van de verwoeste kathedraal, maar helaas waren de bouwtekeningen van de kathedraal verloren gegaan waardoor een getrouwe reconstructie onmogelijk  bleek. 
Vlak bij de plek waar ooit de kathedraal stond, staat tegenwoordig een klein herdenkingsmonument met een miniatuur van het oorspronkelijke gebouw. 